# Yasuo Fukuda
Yasuo Fukuda (jap. 福田 康夫 Fukuda Yasuo; ur. 16 lipca 1936) – japoński polityk, premier Japonii od 26 września 2007 do 24 września 2008 i przewodniczący Partii Liberalno-Demokratycznej (PLD) od 23 września 2007 do 22 września 2008. Najdłużej urzędujący (1289 dni) szef sekretariatu gabinetu premiera (jednocześnie rzecznik prasowy rządu), w czasie rządów premierów Yoshirō Mori oraz Jun’ichirō Koizumi.

## Edukacja i początki kariery
Fukuda urodził się w tokijskiej dzielnicy Setagaya jako najstarszy syn późniejszego premiera Takeo Fukudy. Uczęszczał do gimnazjum i liceum w Azabu, w Tokio. W 1959 roku ukończył studia na Uniwersytecie Waseda i rozpoczął pracę w firmie Maruzen Petroleum (obecnie część Cosmo Oil Company), praktycznie nie angażując się w politykę. W latach 1962–1964 przebywał w Stanach Zjednoczonych.
W czasie kiedy jego ojciec, Takeo Fukuda, zajmował stanowisko premiera (1976–1978), Yasuo był jego politycznym sekretarzem.

## Kariera polityczna
W 1990 roku Fukuda wziął udział w wyborach do Izby Reprezentantów i wywalczył w nich mandat. W 1997 roku został mianowany wiceprzewodniczącym Partii Liberalno-Demokratycznej, natomiast w październiku 2000 został szefem sekretariatu gabinetu premiera i rzecznikiem prasowym rządu premiera Yoshirō Mori.
Ze stanowiska zrezygnował 7 maja 2004 za kadencji następnego szefa rządu (Jun’ichirō Koizumi) z powodu wielkiego skandalu politycznego, związanego z japońskim systemem emerytalnym, jednak wciąż pozostawał członkiem niższej izby parlamentu.
16 czerwca 2006 Fukuda był uważany za jednego z głównych pretendentów do stanowiska przewodniczącego Partii Liberalno-Demokratycznej, lecz zrezygnował z udziału w wyborach na przewodniczącego partii, które odbyło się 21 lipca. Nowym liderem PLD został wówczas wybrany Shinzō Abe, który również zastąpił Koizumiego na stanowisku premiera.

## Premier
12 września 2007, po rezygnacji ze stanowiska szefa rządu przez Shinzō Abe, Fukuda ogłosił zamiar ponownego ubiegania się o przywództwo w partii. Ponieważ Partia Liberalno-Demokratyczna posiadała większość w Izbie Reprezentantów, jej przewodniczący miał automatycznie zapewnione stanowisko premiera. Fukuda zyskał poparcie dwóch dużych stronnictw, kierowanych przez ministra spraw zagranicznych Nobutakę Machimurę oraz ministra finansów Fukushirō Nukagę, który sam początkowy zamierzał ubiegać się o stanowisko lidera partii.
23 września 2007, w wyniku przeprowadzonego głosowania na stanowisko przewodniczącego partii, 330 członków Partii Liberalno-Demokratycznej poparło kandydaturę Fukudy, podczas gdy na jego rywala Tarō Asō oddano 197 głosów. Dwa dni później niższa izba parlamentu oficjalnie wybrała go na stanowisko premiera. Fukuda otrzymał 338 głosów, prawie 100 więcej niż wymagana większość. Następnego dnia po mianowaniu przez cesarza, Fukuda został 91. premierem Japonii. 1 sierpnia 2008 przeprowadził zmiany personalne w rządzie.

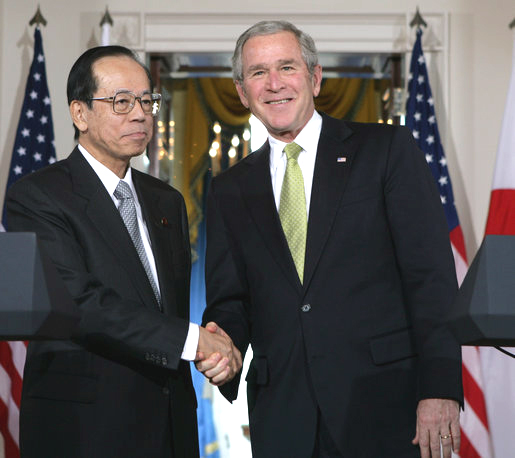
Premier Fukuda podczas spotkania z prezydentem Stanów Zjednoczonych Ameryki George’em Walkerem Bushem

Fukuda jako premier uważany był za polityka umiarkowanego. Sprzeciwiał się odwiedzinom japońskich polityków w świątyni Yasukuni, gdzie znajdują się mauzolea japońskich wojskowych, w tym zbrodniarzy z czasów II wojny światowej. Opowiadał się także za bliższymi i bardziej przyjacielskimi stosunkami z Chinami i Koreą Południową.
1 września 2008 Yasuo Fukuda podał się do dymisji z powodu zamiaru usunięcia sprzeczności między koalicją i opozycją oraz usprawnienie procesu sprawowania władzy. Nie bez znaczenia było również niskie poparcie społeczne dla rządu Fukudy.
W wyniku jego dymisji, 22 września 2008 odbyły się wybory nowego lidera PLD i przyszłego premiera. Elekcję wygrał Tarō Asō, który uzyskał 60% głosów. Dwa dni później parlament wybrał Asō na stanowisko premiera.

## Odznaczenia
- Wielki Order Królowej Jeleny (Chorwacja, 2008)[14]